# Zápolya
Slægten Zápolya (ungarsk: Szapolyai-család) var en adelsslægt i Kongeriget Ungarn i 1400- og 1500-tallet. Et medlem af slægten Johan Zápolya var konge af Ungarn mellem 1526 og 1540, omend han kun regerede i den centrale og østlige del af kongeriget, da store dele af den ungarske adel støttede hans modkandidat, den tysk-romerske kejser Ferdinand 1.. Hans søn, Johan Sigismund Zápolya, blev den første fyrste af Transsylvanien i 1570 men døde uden efterkommere året efter.

## Kendte personer fra slægten Zápolya
- Emeric Zápolya
- Stefan Zápolya
- Georg Zápolya
- Barbara Zápolya, Dronning af Polen
- Johan Zápolya, Konge af Ungarn
- Johan Sigismund Zápolya, Konge af Ungarn